# Vocabolari molt profitos per apendre Lo Catalan Alamany y Lo Alamany Catalan
El Vocabolari molt profitós per apendre lo catalan-alamany y lo alamany-catalan és un llibre publicat a Perpinyà l'any 1502 per l'impressor Joan Rosembach.

## Característiques
Com el seu títol indica, es tracta d'un diccionari d'equivalències català-alemany i alemany-català, dividit en capítols temàtics i destinat a l'aprenentatge i, sobretot, a facilitar l'ús pràctic d'aquests idiomes.
És remarcable que, malgrat la data en què fou editat, no tingui per objecte el llatí (la llengua sàvia de l'època) i que aquesta llengua no hi figuri com a llengua de destinació o de partença.
El caràcter didàctic i pràctic de l'obra, allunyat de l'àmbit acadèmic, es fa palès a la introducció, en la qual s'indica que aquest molt digne y útil vocabulari [està concebut per] a instruir [i] apendre sinse anar a la schola, [i amb aquest tota mena de persones], açí com són menestrals, aquí pot apendre un alamany catalan y [un] catalan alamany. El públic recercat era el dels menestrals i la gent dels oficis, els mercaders i, en general, tothom que, per una raó o altra, hagués de viure i treballar a cavall de la cultura catalana i de l'alemanya, dels Països Catalans i d'Alemanya. Amb aquest objecte, continua, en lo present libre són contenguts tots noms y mots que se puga demanar, tot capitolat ab sa taula.

## Estructura de l'obra

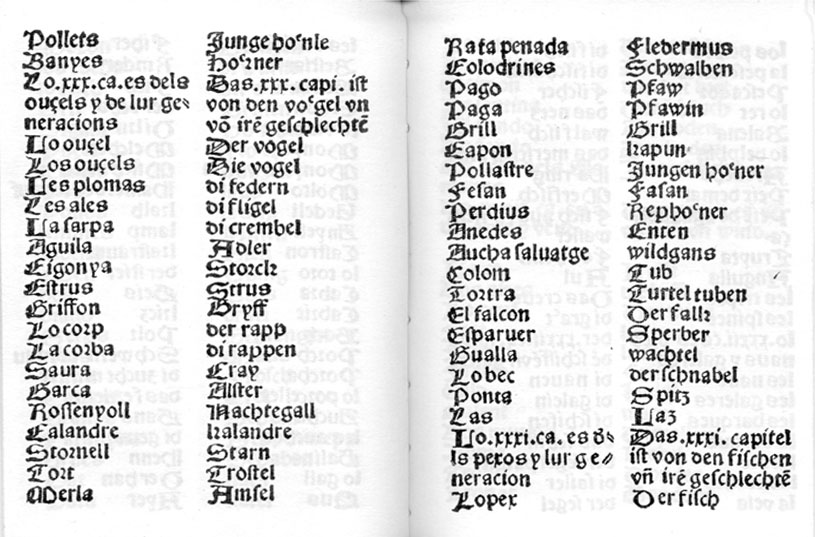
Dues pàgines del Vocabolari

El llibre es divideix en els següents capítols:
Seguidament, conté un Segon libre que tracta de paraules y mots segon tota sa manera, el qual es divideix en els següents capítols (si bé les paraules que hi consten no tenen necessàriament relació amb el títol de cada epígraf):
- 1. De les paraules y mots.
- 2. De embaxades.
- 3. De la alegria y tristeça.
- 4. De comparacions.
- 5. De esperança.
- 6. De demandes.
- 7. Del coch e de son artefici.
- 8. De dormir y de somnis y altres belles coses.

L'obra acaba amb un quadern on se trobaran totes maneres de coses sires y faltas que no fos escrit.
Segons indica el colofó, fou 
stampat lo present' Vocabolari en la noble vila de Perpinyà per mestre Johan Rosembach. Any. M.D. e dos.

## Context i origen
L'edició de vocabularis bilingües o multilingües de llengües modernes a l'Europa del segle xv i començaments del xvi no era excepcional quan aparegué el de Rosembach. Cap al 1480, a Anglaterra, l'impressor William Caxton ja publicà un vocabulari en forma de diàleg en francès i en anglès.
Abans, però, l'any 1477, a Venècia, el tipògraf alemany Adam de Rottweil publicà un vocabulari italià-alemany conegut com a Introito e porta. Aquest vocabulari tingué successives edicions i versions posteriors, normalment sota el títol d'Utilissimus vocabulista, en les quals es reutilitzava el material i se substituïa l'italià per altres llengües, com el llatí, el francès o el castellà.
Una de les edicions de l'Introito e porta, que segurament no fou la primera, serví de font per al Vocabolari molt profitós (títol que traduí el d'Utilissimus vocabulista) de Rosembach. El text italià fou substituït pel català, tot mantenint-ne les equivalències en alemany i també la distribució en capítols abans esmentada, que coincideix amb la de l'Introito.
Aquesta circumstància, i el seu mateix caràcter didàctic, expliquen que l'obra es publiqués en català com a anònima.

## Exemplars

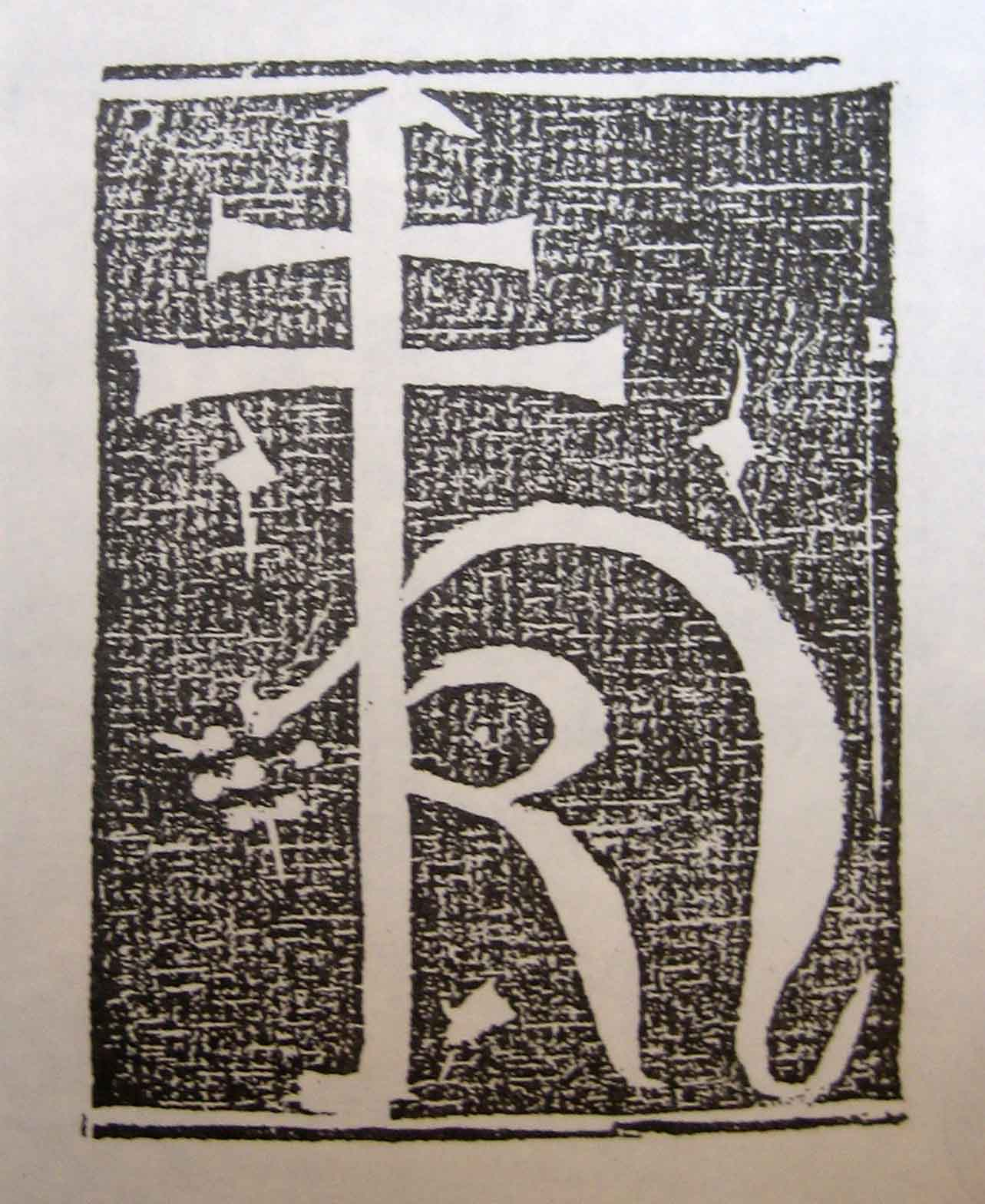
Marca d'impressor de Joan Rosembach

Es coneix un únic exemplar d'aquesta obra, que es conserva a la Biblioteca de Catalunya. Hi ingressà el 28 de juny de 1908, formant part de la col·lecció de Marià Aguiló i Fuster, que la Biblioteca havia adquirit el 27 de gener d'aquell mateix any.
Constitueix el que es coneix com a postincunable. És un volum en octau que consta de 72 folis. Imprès amb tipus gòtics, amb el text a dues columnes de 23 línies. A la portada, sota el títol i emmarcat, hi ha un gravat xilografiat amb dues figures humanes mirant-se: la de l'esquerra porta un cartell amb la llegenda Spanyol i la de la dreta un altre amb la llegenda Lancaman ('home de la llança'). Al final del volum, després del colofó, hi ha la marca de l'impressor. Descrit als catàlegs d'Aguiló (núm. 2058), Martín Abad, Postincunables (núm. 1540), Norton (núm. 449) i Palau (núm. 372352).
Aquest volum havia fet partida de la Biblioteca Colombina de Sevilla. Ferran Colom l'adquirí a Lleida el juny de 1512 pel preu de 20 maravedís.

### Edicions
- Vocabulari català-alemany, de l'any 1502. Edició facsímil segons l'únic exemplar conegut acompanyada de la transcripció, d'un estudi preliminar i de registres alfabètics, per Pere Barnils, Barcelona, Institut d'Estudis Catalans (Biblioteca filològica de l'Institut de la Llengua Catalana, 7), 1916.
- El vocabulari català-alemany de 1502: Vocabolari molt profitos per apendre Lo Catalan Alamany y Lo Alamany Catalan, Germà Colón
- Vocabulari català-alemany de l'any 1502 - Katalanisch-deutsches Vokabular aus dem Jahre 1502: Nachdruck der von Pere Barnils besorgten Faksimileausgabe von 1916; herausgegeben und mit einem Vorwort versehen von Tilbert Dídac Stegmann, Frankfurt am Main, Domus Editoria Europaea, 1991 [reproducció de l'edició de P. Barnils de 1916 amb un prefaci i actualització bibliogràfica].
- Vocabulari català-alemany imprès a Perpinyà per Joan Rosembach el 1502, presentació a cura de Vinyet Panyella, Barcelona, Biblioteca de Catalunya-Institut Ramon Llull, 2002 [nova edició facsímil amb la presentació en català i en alemany].

### Estudis
- Germà Colon, "Concerning the Catalan-German Vocabulary of 1502: «Vocabolari molt profitós per apendre Lo Catalan Alemany y Lo Alemany Catalan»", Quaderni di semantica, 4 (1983), 395-399 [trad. cat.: "Sobre el vocabulari català-alemany de 1502: «Vocabulari molt profitós per apendre Lo Catalan Alemany y Lo Alemany Catalan»", dins Germà Colón, Estudis de filologia catalana i romànica, València-Barcelona, Institut Interuniversitari de Filologia Valenciana-Publicacions de l'Abadia de Montserrat, 1997, pp. 91-97].
- Colon, Germà; Soberanas, Amadeu-J. «Un modest alliberament del llatí: el Vocabolari molt profitós per apendre lo Catalan Alamany y lo Alamany Catalan». A: Panorama de la lexicografia catalana. De les glosses medievals a Pompeu Fabra. 2ª ed., actualitzada.  Barcelona: Enciclopèdia Catalana, 1991, pàgs. 55 a 59 (Biblioteca universitària., 7. Manuals de llengua catalana, sota la supervisió de Joan Solà). ISBN 9788485194759.
- Hans Flasche, "El Vocabulario catalán-alemán de 1502", dins VII Congreso Internacional de Lingüística Románica (Universidad de Barcelona, 7-10 abril de 1953), Barcelona, Universidad de Barcelona, 1955, vol. 2, 19 pp.
- Franziska Küenzlen, "'Vocabolari molt profitos' (Katalanisch-deutsches Vokabular)", dins Die deutsche Literatur des Mittelalters. Verfasserlexikon. 2., völlig neu bearbeitete Auflage. Hrsg. von Burghart Wachinger [u.a.], Berlín-Nova York, Walter de Gruyter, vol. 11 (2004), col. 1636–1637.
- Antoni Ferrando Francés i Miquel Nicolás Amorós, Història de la llengua catalana, Barcelona, Universitat Oberta de Catalunya, 2005.
- Manuel Llanas i Pont, L'edició a Catalunya: segles XV a XVII, Barcelona, Gremi d'Editors de Catalunya, 2002.
- Joan Martí i Castell, "Presentació de l'edició facsímil del «Vocabolari molt profitós per apendre lo catalan alamany y lo alamany catalan» imprès a Perpinyà per Joan Rosembach el 1502", Llengua & Literatura, 15 (2004), 665-669. Arxivat 2016-03-03 a Wayback Machine.
- Albert Rico i Joan Solà, Gramàtica i lexicografia catalanes, síntesi històrica, València, Universitat de València, 1995.